# GD 66
V361 Возничего (лат. V361 Aurigae), GD 66 — одиночная переменная звезда в созвездии Возничего на расстоянии приблизительно 187 световых лет (около 57,2 парсеков) от Солнца. Видимая звёздная величина звезды — от +15,62m до +15,6m.

## Характеристики
GD 66 — пульсирующий белый карлик, переменная звезда типа ZZ Кита (ZZA) спектрального класса D6 или DAV4,2. Масса — около 0,64 солнечной. Эффективная температура — около 11980 К.

## Планетная система
GD 66 b — первая планета, открытая у белого карлика. Открытие совершила группа американских астрономов в 2007 году.